# Мантаро
Мантаро (исп. Mantaro) — река в Перу, приток Апуримака, который ниже места впадения Мантаро называется Эне.
Берёт начало на высоте 4080 метров. Длина реки 724 километра, площадь бассейна 15 410 км².
Протекает по провинциям Хунин, Яули, Хауха, Консепсьон и Уанкайо.
На языке кечуа название реки «Hatunmayo» означает «великая река».
В долине Мантаро широко развито сельское хозяйство. Сельхозпродукция, произведённая в долине реки, поставляется в основном в столицу Перу Лиму, являясь важной частью продуктового рынка столицы.
В департаменте Уанкавелика на реке расположена гидроэлектростанция, вырабатывающая около 50 % всей электроэнергии Перу.